# The Stone Carvers
Pour plus de détails, voir Fiche technique et Distribution.
The Stone Carvers est un film documentaire américain réalisé par Marjorie Hunt et Paul Wagner, sorti en 1984. 
Il a remporté l'Oscar du meilleur court métrage documentaire en 1985.

## Synopsis
Le film retrace la vie et la carrière de deux sculpteurs de pierre qui ont passé de nombreuses années à créer des sculptures pour embellir la Cathédrale nationale de Washington.

## Fiche technique
- Réalisation : Marjorie Hunt et Paul Wagner
- Montage : Paul Wagner, Barr Weissman
- Lieu de tournage : Washington
- Durée : 30 minutes

## Distribution
- Vincent Palumbo
- Roger Morigi

## Récompenses
- 1985 : Oscar du meilleur court métrage documentaire[1]